# Carl Fredrik Ribe
Carl Fredrik Ribe, född 29 maj 1708 i Stockholm, död där 20 september 1764, var en svensk ögonläkare.

## Biografi
Carl Fredrik Ribe var son till Evald Ribe (1667-1753) och Augusta Elisabet Grill född i släkten Grill, och bror till Evald Ribe (1701-52). Efter elementarstudier och vunna kirurgiska färdigheter anträdde Ribe 1729 den utrikes resa, under vilken han huvudsakligen intresserade sig för behandlingen av ögonsjukdomar. Han studerade dessas olika natur i Paris samt operationsmetoder vid hospitalet Inseln i Bern.
Efter sex års vistelse utomlands återkom han 1735 till Sverige och utnämndes genast till regementsfältskär vid Livregementet. Förordnad 1741 till faderns efterträdare såsom kunglig livkirurg, inkallades han 1745 till ledamot av Vetenskapsakademien och erhöll 1750 assessors titel i Collegium Medicum. Han var på sin tid Sveriges främsta ögonläkare och hade i synnerhet rykte om sig att vara en förstklassig starroperatör. 
Carl Fredrik Ribe var gift två gånger. Med hustrun Charlotta Ek fick han en son, Mattias, som adlades Ribben.